# Parklet

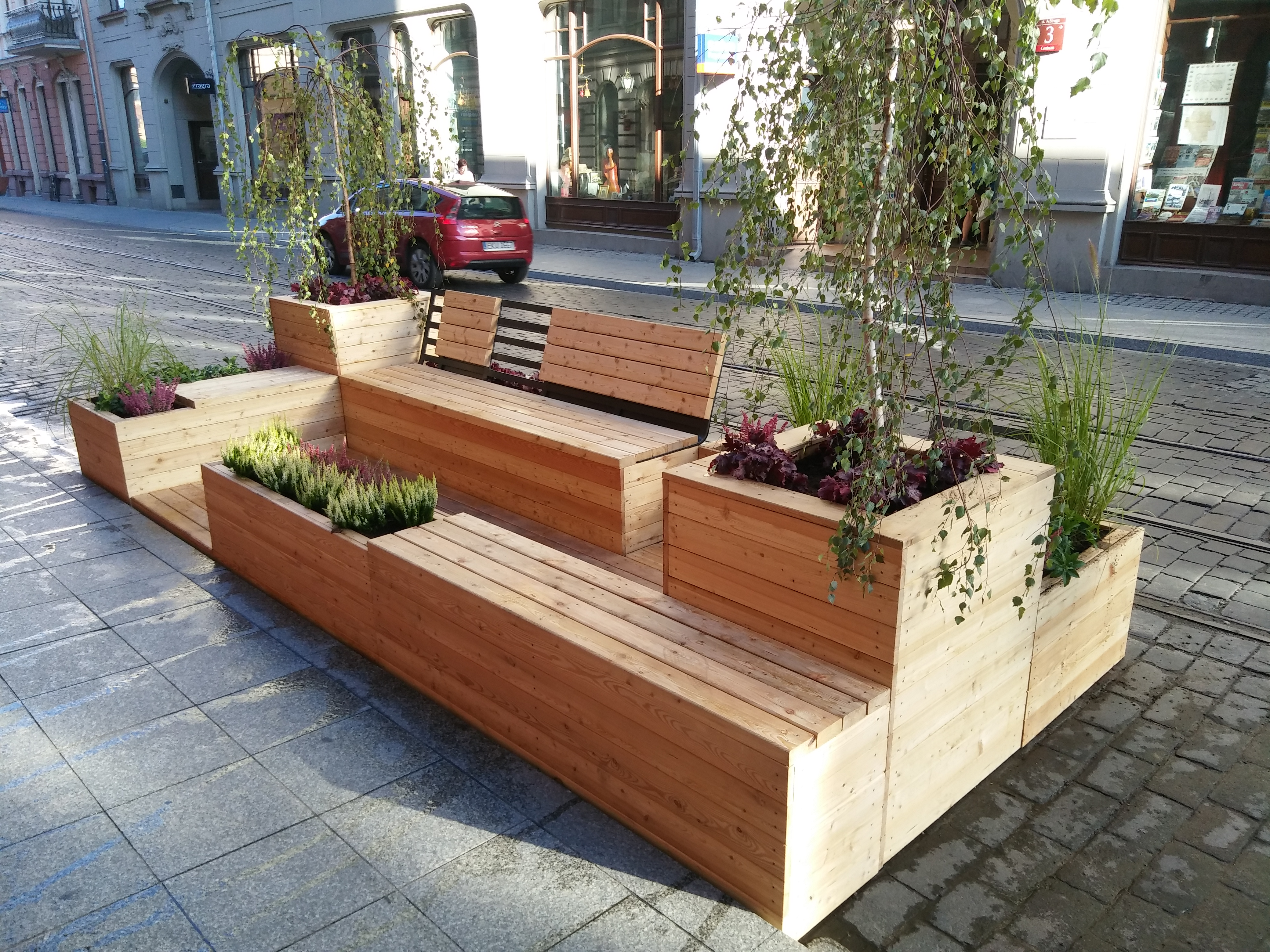
Parklet w Łodzi

Parklet − niewielkie miejsce do odpoczynku z siedziskami i zielenią, powstałe z przekształcenia miejsc parkingowych.

## Opis
Parklet wywodzi się z San Francisco. Jego prototyp powstał tam w 2005 roku w formie oddolnej, jednodniowej inicjatywy grupy aktywistów. Pięć lat później w tym samym mieście oficjalnie oddano do użytku pierwszą konstrukcję tego typu. W Polsce pierwszy parklet stanął w 2016 roku w Łodzi, na ulicy Struga. Wskutek niskiego zainteresowania oraz krytyki mieszkańców miasta, wystawiony był tylko przez jeden sezon.
Zaletą parkletów jest poszerzenie przestrzeni dla pieszych, przeciwnicy krytykują jednak to, że powstają kosztem miejsc parkingowych w ścisłym centrum oraz ich, często bardzo wysokie w porównaniu do innych mebli miejskich, koszty budowy.
Parklet może mieć charakter stały lub sezonowy.